# Derecho de autor en Perú
El derecho de autor en Perú está amparado oficialmente por la Ley sobre el Derecho de Autor de Perú de 1996 que otorga protección monopólica a las "obras originales de autor". Estos derechos de dicha ley permiten un aprovechamiento económico a sus creaciones culturales amparadas en la Constitución Política de 1993. Estos derechos exclusivos están sujetos a un límite de tiempo, y generalmente expiran 70 años después de la muerte del autor para personas naturales o 70 años después de su publicación para personas jurídicas. La institución que vela esta ley es la Dirección de Derecho de Autor del Indecopi, anteriormente la Biblioteca Nacional del Perú.

## Contexto
En cumplimiento del artículo 182 de la Constitución de 1839, la inviolabilidad intelectual, y que a la vez se basó en el artículo 174 de la primera constitución, la primera ley llamada Determinando la curación de la propiedad de las obras intelectuales se publicó en 1849 bajo el gobierno de Ramón Castilla en que se protegió las cartas, grabados, composiciones musicales y obras escritas por lo menos 20 años p.m.a. Un ejemplo es el cantautor Felipe Pinglo Alva, fallecido en 1936 y sus derechos fueron protegidos hasta 1956 debido a la no retroactividad de la Constitución. En el artículo 6 se mencionó las multas para publicaciones alteradas de libros.
En 1915 se crea el Libro Especial de Registro Cronológico de Autores por el entonces Ministerio de Instrucción Pública (posteriormente Ministerio de Educación). En 1936 se añade al Derecho Penal a los "derechos de autor".
El 31 de octubre de 1961 la administración de Manuel Prado reemplazó por la ley 13714 que extendió el plazo a 50 años, con un nuevo plazo de 25 años después de la publicación para organizaciones inscritas en el Registro de Personas Jurídicas y 15 años para las anónimas. Por último, se estableció que las fotografías sueltas tendrían un plazo límite de 20 años cuando estas tienen como autor a una persona u organización. Se creó por iniciativa de Eduardo Márquez Talledo, fundador de la Asociación Peruana de Autores y Compositores (APDAYC), quien fue la primera persona en recibir regalías en el país. En sus 159 artículos también se incluyeron las sanciones penales, los derechos morales y la renuncia de los derechos patrimoniales. También se forma el nuevo Registro Nacional de Derecho de Autor (reformado posteriormente por Decreto Supremo N.º 0024-91-ED y renombrado bajo Decreto Supremo N.º 053-2017-PCM como "Registro Nacional de Derecho de Autor y Derechos Conexos"). Su reglamentación bajo Decreto Supremo n.º 061-62-ED se republicó en el boletín n.º 24 de la Biblioteca Nacional en 1962. En 1965 se anunció una ley para exonerar los impuestos en la renta de cualquier creación artística o literaria.
En la Resolución Jefatural N.º 203-88-BNP la biblioteca elaboró un anteproyecto de ley debido al avance tecnológico en la producción de contenido. El 23 de mayo de 1996 se derogó la ley de Prado, el gobierno de Alberto Fujimori publicó el D.L. 822 en que cubrió a toda creación intelectual original y amplió a 70 años. En el caso de obras colectivas, entre ellas las obras cinematográficas y programas informáticos, la protección se fija a 70 años después de la publicación. En cambio, las anónimas se fijan a 70 años, salvo que en ese tiempo se revele su autor. Para recibir esta protección se requiere de la llamada "originalidad subjetiva", es decir, la impronta personalidad del autor independientemente de su técnica. Para obras no originales, la ley incorpora derechos conexos como la videografía y la retransmisión. Tras la separación de la Oficina de Derechos de Autor de la Biblioteca Nacional del Perú con la creación de Indecopi por el artículo 168, la biblioteca se encarga del depósito legal físico y virtual para obras de gran difusión por ley desde 1985.
Desde la publicación de la de ley 13714, Perú se unió a los tratados de la UCC, la Decisión 351 de la Comunidad Andina y el Convenio de Berna. En 2007 se realizó el Tratado de Libre Comercio Perú-Estados Unidos bajo Ley N.º 29263, en que el decimosexto capítulo estableció un plazo mínimo de protección de 70 después de la muerte del autor como persona natural o 70 años después de la publicación del trabajo como persona jurídica (o por lo menos 70 años si la creación permaneció inédita durante 50 años). En 2013 se realiza un acuerdo de protección mutua de la propiedad intelectual con Rusia.
En 2003, se promulgó la Ley n.° 28131, que establece los derechos de los artistas e intérpretes. Esta ley, aprobada dos años antes de la Convención de la UNESCO sobre la Protección y la Promoción de la Diversidad de las Expresiones Culturales, obliga a pagar por los derechos de imagen al transmitirse producciones artísticas, excepto por copias privadas. Antes de promulgar esta ley, se realizaron manifestaciones en las que participaron sindicatos de teatro, danza y otras artes. Los manifestantes exigían también la exacción de impuestos para la realización de actividades culturales en centros culturales. En 2021, el Gobierno propuso mejoras a la ley para adaptarla a las directrices de la Convención de la UNESCO. Estas mejoras incluyen la ampliación del alcance de la ley para incluir a nuevas formas de expresión cultural, así como la simplificación del proceso de registro de derechos.
Para 2014 se realizó el primer artículo añadido a la Ley para permitir su adaptación a lectores invidentes.

### Regalías e impacto de la piratería
Para 2018 generó 17 mil millones de soles en regalías. Sin embargo, debido a los problemas económicos, la piratería es común para determinados sectores que generan pérdidas cercanas a los 100 millones de dólares anuales para la década de 2000. Para 2003 quebraron alrededor de 300 casas discográficas. Para 2005 la Cámara Peruana del Libro estimó pérdidas de 28 millones de dólares en obras literarias. Uno de los lugares de distribución más conocidos en la piratería es Polvos Azules.
Según Ipsos Apoyo en 2010, en cuanto a películas (16%), álbumes musicales (17%) y libros (28%);  los encuestados en Lima admiten que compran muy poco material original debido a su alta adquisición.
En la Ley 23535 de 1982 se establecieron sanciones para la violación de derechos de autor sobre contenidos no autorizados. Sin embargo, artistas solitarios y de agrupaciones musicales reclamaron una iniciativa legislativa de Pedro Morales Mansilla para endurecer las medidas contra la piratería. Además, se realizaron diversas acciones para reducirla, como el decomiso de miles de materiales en cintas y discos valorizados en US$ 2.5 millones en 2006 y la toma de medidas por parte de la Superintendencia Nacional de Aduanas y de Administración Tributaria (SUNAT) frente al contrabando. Debido a las iniciativas en reducir la piratería, en 2018 la consultora Latin America Anti-Piracy & Intellectual Property Consulting calificó el sistema peruano como el más robusto de la región latinoamericana.
En 2024, el Poder Ejecutivo modificó un artículo del Código Penal (Decreto Legislativo 635) que establece penas de prisión para quienes graben películas en una pantalla de cine.
En 2025, el presidente estadounidense, Donald Trump, señaló a Polvos Azules y el Emporio Comercial de Gamarra como los mayores mercados de piratería de Perú.

## Obras protegidas
El artículo 5 del DL 822 establece cuales son obras protegidas:
- Las obras literarias expresadas en forma escrita, a través de libros, revistas, folletos u otros escritos.
- Las obras literarias expresadas en forma oral, tales como las conferencias, alocuciones y sermones o las explicaciones didácticas.
- Las composiciones musicales con letra o sin ella.
- Las obras dramáticas, dramático-musicales, coreográficas, pantomímicas y escénicas en general.
- Las obras audiovisuales.
- Las obras de artes plásticas, sean o no aplicadas, incluidos los bocetos, dibujos, pinturas, esculturas, grabados y litografías.
- Las obras de arquitectura.
- Las obras fotográficas y las expresadas por un procedimiento análogo a la fotografía.
- Las ilustraciones, mapas, croquis, planos, bosquejos y obras plásticas relativas a la geografía, la topografía, la arquitectura o las ciencias.
- Los lemas y frases en la medida que tengan una forma de expresión literaria o artística, con características de originalidad.
- Los programas de ordenador.
- Las antologías o compilaciones de obras diversas o de expresiones del folklore, y las bases de datos, siempre que dichas colecciones sean originales en razón de la selección, coordinación o disposición de su contenido.
- Los artículos periodísticos, sean o no sobre sucesos de actualidad, los reportajes, editoriales y comentarios.
- En general, toda otra producción del intelecto en el dominio literario o artístico, que tenga características de originalidad y sea susceptible de ser divulgada o reproducida por cualquier medio o procedimiento, conocido o por conocerse.

Excluyen a la protección, además de los simples hechos y las ideas, las obras oficiales de índole legislativo, administrativo o judicial; incluyendo documentos creados por una autoridad, si es de interés público y que afecten a terceros, con la condición de citar y respetar la integridad de las obras.

## Entidad de gestión colectiva
Legalmente, las entidades de gestión colectiva se encargan de renumerar los trabajos de sus socios, así como el pago de las regalías en publicaciones. A 2021 existen seis sociedades formadas por el artículo 42 del Decreto Legislativo que corresponden a:
| Nombre oficial                                                            | Siglas  | Ámbito                  |
| ------------------------------------------------------------------------- | ------- | ----------------------- |
| Asociación Peruana de Autores y Compositores                              | Apdayc  | Autores musicales       |
| Unión Peruana de Productores Fonográficos                                 | Unimpro | Producción discográfica |
| Sociedad Nacional de Intérpretes y Ejecutantes de la Música               | Soniem  | Intérpretes musicales   |
| Inter Artis Perú                                                          | IAP     | Escénico, audiovisual   |
| Entidad de Gestión Colectiva de Derechos de los Productores Audiovisuales | Egeda   | Producción audiovisual  |
| Asociación Peruana de Artistas Visuales                                   | Apsav   | Artes plásticas         |

## Plazos de protección
| Tipo                   | Ley de 1849              | Ley 13714 (1961)                                                          | DL 822 (1996) |
| ---------------------- | ------------------------ | ------------------------------------------------------------------------- | --- |
| Derechos patrimoniales | Estándar: Vida + 20 años | Estándar: Vida + 50 años                                                  | Estándar: Vida + 70 años |
| Derechos patrimoniales | Otros: N/A               | Personas jurídicas: Publicación + 25 años Anónimas: Publicación + 15 años | Otros: Publicación + 70 años (hasta 49 años ante de su creación) Otros: Creación + 70 años (desde 50 años ante de su creación)   |
| Derechos conexos       | N/A                      | Fotografías: Publicación + 20 años                                        | Fotografías: Creación + 70 años Grabaciones de vídeo y audio: Publicación + 70 años Interpretaciones de artistas: Vida + 70 años |
| Derechos morales       | N/A                      | Perpetuos                                                                 | Perpetuos |

Para efectos prácticos, los trabajos publicados en la Ley 13714 (establecidos en el artículo 39 como "presentación en público de una obra [...] efectuada en todo lugar que no sea un domicilio privado y aun dentro de éste, si la actuación fuera propalada al exterior [...] por cualquier medio actual o futuro") están en el dominio público debido a que no están amparadas por la extensión del DL 822 al realizarse la teoría de hechos cumplidos y son:
- Las obras de autores de personas naturales fallecidas antes de 1946 y publicadas antes de 1966.
- Las obras de autores no naturales: publicadas antes de 1971 si son personas jurídicas o antes de 1981 si son anónimas.
- Las fotografías sueltas publicadas antes de 1976 (personas naturales o jurídicas pero no anónimas).
- Esto no exonera a los derechos conexos por no cumplirse la teoría de hechos cumplidos.

### Derechos morales
El artículo 22 del DL 822 establece como derechos morales: De divulgación, de paternidad, de integridad, de modificación o variación, de retiro de la obra del comercio y de acceso.

### Derechos patrimoniales
El artículo 31 del DL 822 establece como derechos patrimoniales: La reproducción de la obra en todos sus ámbitos, la comunicación al público, la distribución al público, los trabajos derivados, la importación al territorio nacional de obras por medios físicos o virtuales y otras formas de utilización a excepción de las limitaciones del título IV.

## Limitaciones
A 2021 el título IV Capítulo I del DL 822, De los límites al derecho de explotación, se incluyen las siguientes limitaciones que permite a las obras su reutilización en ciertos casos (incluyendo usos honrados):
- Artículo 41: La reinterpretación sin ánimo de lucro de extractos de obras para actos oficiales y religiosos; el ámbito doméstico, académico o demostración técnica; y su reutilización en procedimientos administrativos o judiciales.
- Artículo 42: Los apuntes de las clases dictadas pública o privadamente de profesores para uso personal.
- Artículo 43: 
  - La reproducción como enseñanza en instituciones educativas sin ganancia montería directa o indirecta.
  - Uso de obras huérfanas para uso personal.
  - La reproducción para evidencia administrativa o judicial.
  - La conservación de copias en bibliotecas, así como su préstamo público.
  - La libertad de panorama de obras expuestas permanentemente al público.
  - La conversión de los textos al sistema Braille (Tratado de Marrakech).
- Artículo 44: Las citas.
- Artículo 45: Los eventos de acontecer actual en formatos audiovisuales y la transmisión para la prensa de discursos y pronunciaciones públicas.
- Artículo 46: Grabaciones efímeras de obras audiovisuales para su promoción.
- Artículo 47: Transmisión o retransmisión de emisiones de radiodifusión.
- Artículo 48: Muestras artísticas para estudio particular.
- Artículo 49: Parodias.

En 2015 el Congreso del Perú propuso varias modificaciones a la ley para incluir otras excepciones.

## Críticas
Debido a la falta de actualización de algunos artículos, la DL 822 generó lagunas a las entidades de gestión colectiva para establecer los porcentajes de recaudaciones entre artistas y empresas. A inicios de los años 2010 Apdayc recibió sanciones por malas prácticas en la recepción de regalías de obras musicales.
También se criticó el concepto de regalías para promocional obras visuales por parte de la Apsav.